# Gestreifter Nutzholzborkenkäfer
Der Gestreifte Nutzholzborkenkäfer (Trypodendron lineatum, Syn.: Xyloterus lineatus), auch Linierter Nutzholzborkenkäfer oder Nadelholz-Ambrosiakäfer  ist ein Rüsselkäfer aus der Unterfamilie der Borkenkäfer (Scolytinae). Da er seine Brutsysteme im Holz der Wirtsbäume anlegt, wird er den Holzbrütern zugerechnet. Er ist ein Ambrosiakäfer.

## Merkmale
Die Käfer werden 2,8 bis 3,8 Millimeter lang und haben einen walzenförmigen Körper. Die Facettenaugen sind zweigeteilt. Der Halsschild ist gleichmäßig gewölbt und verdeckt von oben gesehen den Kopf. Der Vorderrand ist glatt und ohne Höckerkranz. Es ist erst hinter dem Vorderrand gekörnt. Die Flügeldecken sind weit herabgezogen, fein punktiert gestreift, am Absturz feiner, mit schwarzen Längsstreifen oder -flächen. Der Absturz ist wenig behaart und erscheint matt. Das Abdomen bleibt ab dem zweiten Sternit zum Ende hin gerade. Das dritte Tarsenglied ist zylindrisch geformt. Die Fühlerkeulen sind breit abgerundet, ohne Nähte und verkehrt eiförmig geformt, die Fühlergeißel ist viergliedrig.
Männliche und weibliche Tiere unterscheiden sich im Aussehen (Sexualdimorphismus). Bei den Männchen ist der Halsschild flach und vorne mit Höckern versehen, die Stirn ist konkav geformt und stärker behaart. Beim Weibchen ist der Halsschild gewölbt und vorne mit Höckern versehen, die Stirn ist gewölbt und schwach behaart.

## Verbreitung
Die Art ist in Europa verbreitet.

## Lebensweise
Die Tiere sind monogame, polyphage Holzbrüter. Die adulten Käfer verlassen im Frühjahr die Überwinterungsstellen in der Bodendecke ab Ende März, wenn dort die Temperatur etwa 10 °C erreicht. Sie sind Frühschwärmer, die bereits bei einer Lufttemperatur von 16 °C fliegen. Dabei benötigen sie jedoch volle Helligkeit und Windstille. Die Käfer erscheinen nicht überall zur gleichen Zeit, da die erforderliche Mindesttemperatur an schattigen Orten später erreicht wird als an besonnten. Besiedelt wird vorzugsweise Holz mit Rinde, aber auch entrindetes Material wird angenommen, wenn es die für die Käfer richtige Feuchtigkeit besitzt. So ist im Februar oder März geschlagenes Holz meist für die früh schwärmenden Tiere nicht attraktiv, da es noch zu viel Wasser enthält.

### Ernährung
Trypodendron lineatum kommt an Gemeiner Fichte (Picea abies) und Kaukasus-Fichte (Picea orientalis), gelegentlich an Weißtanne (Abies alba), Nordmann-Tanne (Abies nordmanniana), Gemeiner Kiefer (Pinus sylvestris), Bergkiefer (Pinus montana), Weymouths-Kiefer (Pinus strobus), Zirbelkiefer (Pinus cembra), Europäischer Lärche (Larix decidua) und Sibirischer Lärche (Larix sibirica) vor. Die Käfer pflegen ihre Brut nicht, sondern indirekt deren Nahrung. Sie bohren ein Gangsystem in das Holz, in das sie die Eier legen und züchten in diesen einen Ambrosiapilz (Leptographium lundbergii), dessen Sporen sie in ihrem Magen umhertragen. Die Larven ernähren sich von den Hyphensträngen der Pilze.

### Fraßbild und Brutfürsorge
Die Käfer besiedeln das Holz der Bäume. Das Fraßbild weist eine Eingangsröhre auf, die radial in das Holz vorgetrieben wird. Dann wird die Brutröhre quer zur Faser, aber auch wieder radial abweichend, jedoch meist im Splintholz bleibend gefressen. Diese hat einen Durchmesser von 1,5 Millimeter. Die Eier werden in Einischen abgelegt, die beiderseits der Brutröhre in Faserrichtung genagt und mit Spänen verstopft werden. Die Larven fressen kurze Brutröhren in das Holz („Leitersprossen“ wie bei einer einholmigen Leiter). Diese sind gerade so groß, dass die Larve beziehungsweise die spätere Puppe genug Platz hat. Die Eltern sorgen durch Verstopfen oder Öffnen der Eingangsröhre mit Bohrmehl für die richtige Luftfeuchtigkeit und sortieren auch Bakterienherde und andere Schimmelpilze aus.

### Entwicklung
Die Eiablage kann sich über Wochen hinziehen. Dadurch und durch den Wechsel des Brutstammes kann es scheinen, dass mehrere Generationen im Jahr vorkommen. Es gibt jedoch nur eine Generation im Jahr. Wenn der zuerst besiedelte Brutbaum stellenweise, etwa an der Oberseite, stärker austrocknet, verlassen ihn die Käfer und fliegen eine andere Stelle, gegebenenfalls auch einen anderen Baum an, um die Eiablage fortzusetzen. Auch kommen Folgebruten vor, die nach einem Regenerationsfraß einsetzen. Die Entwicklung vom Ei bis zum adulten Insekt dauert sechs bis zehn Wochen. Daran schließt sich ein zwei bis dreiwöchiger Ernährungsfraß im Gangsystem an. Dieses wird ab Anfang Juli bis Mitte August verlassen, um in maximal 30 Meter Entfernung zum Schlupfort in der Streu zu überwintern.

### Pheromon
Als Sexuallockstoffe sind folgende Verbindungen bekannt aus der Literatur : Ethanol, α-Pinen, 3-Hydroxy-3-methylbutan-2-on sowie Lineatin.

## Schadwirkung
Durch die Bohrtätigkeit und das Einbringen der Ambrosiapilze werden im Holz technische Schäden angerichtet, die jedoch nur von Bedeutung sind, wenn das Holz lange Zeit unbearbeitet lagert. Auch später eingeschlagenes Holz kann angenommen werden, wenn dessen Feuchte stimmt und in der Nähe bereits besiedeltes Holz vorhanden ist. Die Fraßgänge sind ein Grund, hochwertiges Schnittholz nur noch als minderwertige Ware absetzen zu können. 
Ein Befall kann durch die Behandlung des lagernden Rundholzes mit Holzschutzmittel verhindert werden. Trockenes Holz wird ebenfalls nicht befallen. Als umweltfreundlichere Alternative zur Behandlung mit Holzschutzmittel kann das Rundholz entrindet gelagert werden. Durch das Lagern ohne Rinde trocknet die Mantelfläche schneller an und das Rundholz wird in der Regel ebenfalls nicht mehr befallen. 

## Systematik

### Synonyme
Aus der Literatur sind für Trypodendron lineatum folgende Synonyme bekannt:
- Bostrichus lineatum Olivier, 1795
- Apate bivittata Kirby, 1837
- Bostrichus cavifrons Mannerheim, 1843
- Trypodendron vittiger Eichhoff, 1881
- Xyleborus lineatus ab. melanocephalus Eichhoff, 1881
- Trypodendron borealis Swaine, 1917
- Trypodendron meridionale Eggers, 1940